# Förstygn

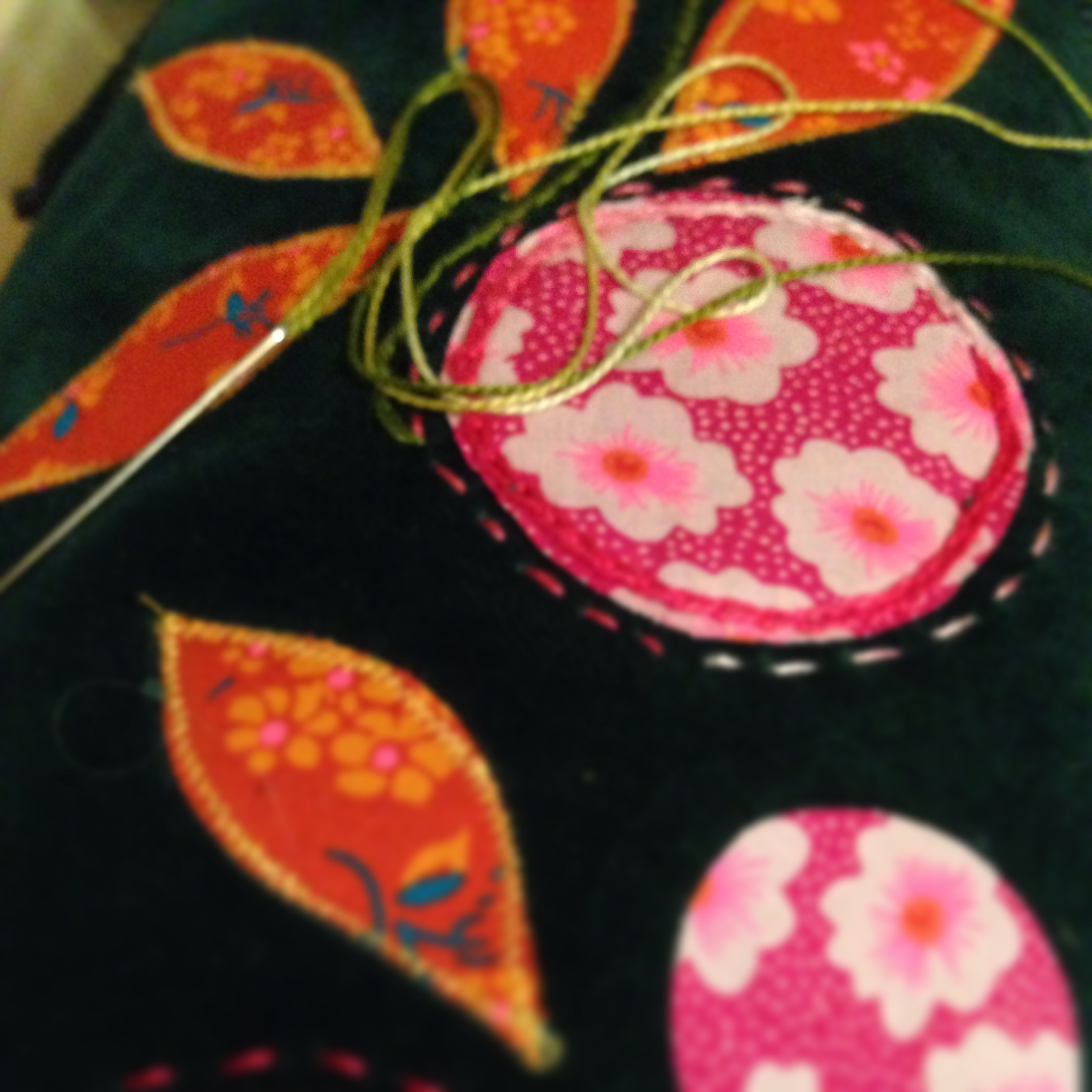
Detalj av förstygnsbroderi och textil applikation

Förstygn är ett av grundstygnen i sömnad. Stygnet görs mot den syende, med ett nerstick och ett uppstick av nålen som är riktad mot den syende. Uppsticket sker således framför nersticket i sömmens riktning enligt NE. 